# Białogrzybówka ochrowożółtawa
Białogrzybówka ochrowożółtawa (Marasmiellus pseudogracilis (Kühner & Maire) Singer) – gatunek grzybów należący do rodziny Omphalotaceae.

## Systematyka i nazewnictwo
Pozycja w klasyfikacji według Index Fungorum: Marasmiellus, Omphalotaceae, Agaricales, Agaricomycetidae, Agaricomycetes, Agaricomycotina, Basidiomycota, Fungi.
Po raz pierwszy takson ten opisali w 1938 r. Robert Kühner i René Charles Maire, nadając mu nazwę Mycena pseudogracilis. Obecną, uznaną przez Index Fungorum nazwę nadał mu Rolf Singer w 1951 r.
Synonimy:
- Delicatula pseudogracilis (Kühner & Maire) Kühner & Romagn. 1953
- Hemimycena pseudogracilis (Kühner & Maire) Singer, in Antonín & Noordeloos 2004
- Mycena pseudogracilis Kühner & Maire 1938[2].

Nazwę polską zarekomendował w 2003 r. Władysław Wojewoda dla synonimu Hemimycena pseudogracilis. Jest niespójna z aktualną nazwą naukową.

## Morfologia
Kapelusz
Średnica 0,5–0,8 (1) cm, początkowo biały, stożkowaty lub dzwonowaty, potem lekko ochrowy lub brudnobrązowawy, nieco spłaszczony. ze spiczastym garbem, nieco higrofaniczna. Jest nieco higrofaniczny. Brzeg falisty.
Blaszki
Białe, rzadkie, zbiegające z ząbkiem.
Trzon
Wysokość 4–5 (6) cm, grubość 0,5–1 mm, cylindryczny. Powierzchnia, brudnobiała, ochrowa lub brudnobrązowa, włóknista, o podstawie lekko żółtobrązowej.
Miąższ
W kapeluszu biały, w trzonie biały lub nieco żółtobrązowy, włóknisty i kruchy.
Wysyp zarodników
Biały.
Cechy mikroskopowe
Zarodniki białe, 7,5–9,5 × 2,5–4 μm.

## Występowanie i siedlisko
Znane jest występowanie Marasmiellus pseudogracilis tylko w Europie. W. Wojewoda w zestawieniu wielkoowocnikowych grzybów podstawkowych Polski w 2003 r. przytoczył 1 stanowisko z uwagą, że jego rozprzestrzenienie w Polsce i stopień zagrożenia nie są znane. W następnych latach podano kilka następnych stanowisk (jako Hemimycena pseudogracilis).
Nadrzewny grzyb saprotroficzny. Występuje w lasach iglastych na leżących na ziemi gałęziach świerka pospolitego (Picea abiens).